# Шепетовская армейская группа
Шепетовская армейская группа — воинское объединение Советских Вооружённых Сил, существовавшее в период 16-18 сентября 1939 года.

## История краткая
16 сентября 1939 года сформирована Шепетовская армейская группа, которая вошла в состав Украинского фронта. В состав группы вошло управление Шепетовской армейской группы, созданное переименованием управления Житомирской армейской группы, и войска Киевского Особого военного округа (КОВО), включённые в состав группы.
17 сентября начался военный поход Красной Армии. Передовой отряд 45-й стрелковой дивизии 15-го стрелкового корпуса занял город Ровно.
18 сентября в 7:00 36-я легкотанковая бригада 8-го стрелкового корпуса заняла город Дубно.
+11.00. В 17:00 36-я легкотанковая бригада 8-го стрелкового корпуса и разведывательный батальон 45-й стрелковой дивизии 15-го стрелкового корпуса вступили в город Луцк. Шепетовская армейская группа переименована в Северную армейскую группу.

## Полное наименование
Шепетовская армейская группа

## Подчинение
Украинский фронт

## Командование
- Иван Герасимович Советников, командующий войсками группы, комдив (16-18.09.1939).[1],[2]
- П. А. Диброва, член Военного совета, бригадный комиссар (16-18.09.1939).[1],[2]

## Состав
На 16 сентября 1939 года:
- Шепетовская армейская группа:[3],[2]

- Управление 15-го стрелкового корпуса, корпусные части:

- 60-я стрелковая дивизия.
- 45-я стрелковая дивизия.
- 87-я стрелковая дивизия.

- Управление 8-го стрелкового корпуса, корпусные части:

- 81-я стрелковая дивизия.
- 44-я стрелковая дивизия.
- 36-я легкотанковая бригада.

- 5-й Коростенский укреплённый район.
- Шепетовский укреплённый район.
- Новоград-Волынский укреплённый район.[4],[5]

## Боевая деятельность группы
16 сентября
С 1 сентября 1939 года началась германо-польская война. С 11 сентября КОВО выделил управление Украинского фронта (далее УФ) и войска, вошедшие в него. Командующим войсками фронта назначен командарм 1-го ранга С. К. Тимошенко., 15 сентября войска Житомирской армейской группы Украинского фронта в основном завершили мобилизацию и сосредоточение в исходных районах у советско-польской границы.
На северном фланге УФ на участке от города Олевска до города Ямполь (ныне посёлок на реке Горынь в 2 км от железнодорожной станции Лепесовка на линии Шепетовка-Подольская — Тернополь; 45 км к северо-востоку от города Тарнополь) развернулись войска Шепетовской армейской группы, которой была поставлена задача нанести удар по польским войскам, решительно и быстро наступать в направлении города Ровно.
В районе города Олевска развернулась 60-я сд с задачей наступать на город Сарны. В районе Городница — Корец развернулся 15-й ск с задачей сначала выйти на реку Горынь, а к концу 17 сентября занять город Ровно. 8-й ск, развернулся в районе город Острог — город Славута, должен был к исходу 17 сентября занять город Дубно. 18 сентября 15-й и 8-й ск должны были занять город Луцк и далее двигаться в сторону города Владимира-Волынского.
17 сентября
С 5:00 до 6:00 войска Шепетовской армейской группы перешли границу, сломили незначительное сопротивление польских пограничных частей и двинулись далее в походных колоннах.
В течение дня выяснилось, что противник, не оказав сопротивления на госгранице, организованно отходит на запад, и не пытается оказывать сопротивление. Основная часть войск армейской группы в походных колоннах продвигались на запад Украины, имея на своём пути незначительное количество очагов сопротивления противника.
Около 18:00 17 сентября передовой отряд 45-й сд 15-го ск занял город Ровно, где в плен были взяты небольшие польские части.
В первом эшелоне 8-го ск шла 36-я лтбр в сторону города Дубно.
18 сентября
В 7:00 36-я лтбр 8-го ск заняла г. Дубно, в котором в плен были взяты тыловые части 18-й и 26-й польских пехотных дивизий.
В 11:00. советские войска 8-го ск после небольшого боя вступили в город Рогачув.
Около 17:00 36-я лтбр 8-го ск и разведывательный батальон 45-й стрелковой дивизии 15-го ск вступили в город Луцк.
Шепетовская армейская группа переименована в Северную армейскую группу.